# Agrostis collicola
Agrostis collicola é uma espécie de gramínea do gênero Agrostis, pertencente à família Poaceae.